# Манастир Раковица
Манастир Раковица је манастир Српске православне цркве, у оквиру Београдско-карловачке архиепископије, смјештен у београдском насељу Раковица. Посвећен је арханђелима Михајлу и Гаврилу.

## Историја
Иако се настанак манастира, по народном предању, веже за вријеме владавине српских краљева Драгутина и Милутина, савремени документи то доводе у питање. Спомиње се у путопису Феликса Петанчића из 1502. године, под насловом „Ranauicence monasterium“ а доцније се спомиње и у турским изворима, у попису из 1560. године, међу осталим црквама и манастирима у околини Београда. На сајту православног часописа „Православље“ може се прочитати да се овај манастир спомиње и у повељи влашког војводе Константина Бранковеана Бесарабе, из 1701. године, у ком се за манастир каже да је „сазидан и из темеља подигнут од стране доброг хришћанина, почившег Радула војводе, који је протеклих година био господар ове земље (влашке)“. Претпоставља се да се говори о влашком војводи Радулу I Црном, зету кнеза Лазара.
Током 16. века манастир је премјештен на своје садашње мјесто, са локације из околине села Раковица, гдје су пронађени остаци старе зграде (трагови зидова, стуб часне трпезе...) Године 2007. на локацији старе зграде су вршена археолошка истраживања, а потом поново од 16. јула до 16. августа 2008, у циљу потврђивања претпоставке да је у питању стара зграда овог манастира. У извјештају се наводи да су тражени резултати „изостали“, те да „постојање средњовековне некрополе на овом простору, као и остаци часне трпезе ... указују на постојање неког сакралног објекта у близини, иако до сада нису констатовани његови материјални остаци.“
Неповољног положаја, у близини важне раскрснице и насеља, манастир је разорен током турског похода на Беч 1592. и народног немира из 1594. године. Под притиском честих пљачкања, манастир се постепено премјештао на своје садашње, скровитије мјесто, ближе шуми. Манастир је поновно страдао током Аустријско-турског рата (1737—1739), а потом и 1788-1790. Због сарађивања монаха са Аустријанцима, а против Турака, манастир је у одмазди спаљен, а тадашњи игуман манастира Софроније је објешен је о бријест пред манастиром. Током НАТО бомбардовања Југославије 1999. године, овај манастир, односно његов спољашњи зид, поново је оштећен.
Упућен је одмах после монашења 1935. године у иконографску школу у манастиру Тадеј Штрбуловић. У чин јеромонаха рукоположен је 3. фебруара 1938. године у манастиру.

## Архитектура
У оквиру манастирског комплекса данас се налазе објекти настали у различитим историјским епохама од XV до XX века. Свакако је најважнији објекат црква св. арханђела Михаила и Гаврила. Време подизања манастирске цркве се не може прецизно датирати, али се ставља у шири период између обнове Пећке патријаршије 1557. године и Велике сеобе Срба 1690. године. Конципирана је као једнобродна грађевина триконхалне основе, са видљивим утицајем моравске школе. Црква има два кубета, веће над централним травејем наоса, а мање над припратом. У основи наос је решен у форми сажетог уписаног крста, иако у спољашњој обради овакав облик није видљив. Интервенције на цркви из XVIII и XIX века су у знатној мери измениле аутентичан изглед горњег склопа грађевине. Хоризонтална подела на фасадама, изведена помоћу кордонског венца, раздвајају горњи и доњи појас на два неједнака дела.
Године 1905. у манастиру почиње да ради Монашка школа, прва овакве врсте у Србији, за чије потребе је 1925. године подигнута нова зграда, „Платонов конак“. Зграду је пројектовао руски архитекта Валериј Сташевски у српско-византијском стилу. Школа је радила све до 1932. године, а у периоду од 1949. до 1958. године у манастиру је била смештена Београдска богословија.
Иконостас је првобитно био сачињен од зидне преграде са двије пријестоне иконе Исуса Христа и Богородице Марије, док су на другим мјестима биле објешене или причвршћене различите дрвене и платнене иконе, али 1862. године је постављен нови иконостас, мањих димензија, чију израду је финансирао тадашњи српски кнез Михаило Обреновић.

## Знаменитости
У манастиру је сахрањен син Милоша Обреновића Тодор, због чега је Милош пружао велику подршку његовој обнови током своје владавине, а касније и његов син, Михаило Обреновић. Један од дијелова манастира се зове по Милошевој супрузи Љубици, „Љубичин конак“. Осим још неких чланова породице Обреновић, у манастиру је сахрањен и Васа Чарапић, један од вођа Првог српског устанка. Бивши српски патријарх Димитрије сахрањен је у овом манастиру 1930. године, а бивши српски патријарх Павле такође је сахрањен у овом манастиру, по својој изричитој жељи.
У манастиру постоји спомен-соба патријарха Павла отворена 2021. године.

## Галерија
- Гроб Васе Чарапића
- Гроб патријарха Димитрија
- Гроб патријарха Павла
- Улаз у манастир
- Чесма испред манастира
- Детаљ чесме
- Чесма Свете Петке, у непосредној близини Манастира
- Иконостас
- Натпис на манастиру Раковица